# Wickede (Dortmund)
Wickede is een stadsdeel van Dortmund, behorend tot de Stadtkreis Dortmund-Brackel. Het heeft circa 15.000 inwoners. Op het grondgebied van Wickede bevindt zich de Flughafen Dortmund. De stadskern van Dortmund ligt 10 km naar het westen, die van Unna 5 km naar het oosten.
Wickede was voor de industrialisering (rond 1830) een boerendorp aan de oude Westfaalse hellweg. In Wickede leefde in de 13e eeuw een adellijk geslacht Von Wickede, waarvan de meeste leden later naar Lübeck en omgeving verhuisden en grote invloed hadden in die stad. Zes keer was een Von Wickede burgemeester van Lübeck. Aan het vroegere plattelandskarakter van Wickede herinneren nog een aantal vakwerkhuizen in de oude dorpskern, en de 13e-eeuwse Johanneskerk. Daarna steeg de bevolking. In de jaren 1960 en 1970 werkten veel inwoners als mijnwerker of fabrieksarbeider in het Ruhrgebied.
Het dorp heeft een treinverbinding met Dortmund en Unna. Ook is het eindpunt van een Dortmundse metrolijn.
Veel inwoners van Wickede bij Dortmund zijn forensen, die in Dortmund of Unna een baan hebben of studeren. De plaats heeft een sociaal probleem, doordat er een "achterstandswijk" staat, waarvan veel bewoners werkloos zijn. Mede om deze problemen, vooral bij de jeugd, te verminderen, wordt in Wickede de amateurvoetbalsport sterk bevorderd. Vooral de clubs BV Westfalia Wickede en SV Dortmund-Wickede 82 zijn sedert plm. 2012 op dit punt erg actief.

## Afbeeldingen

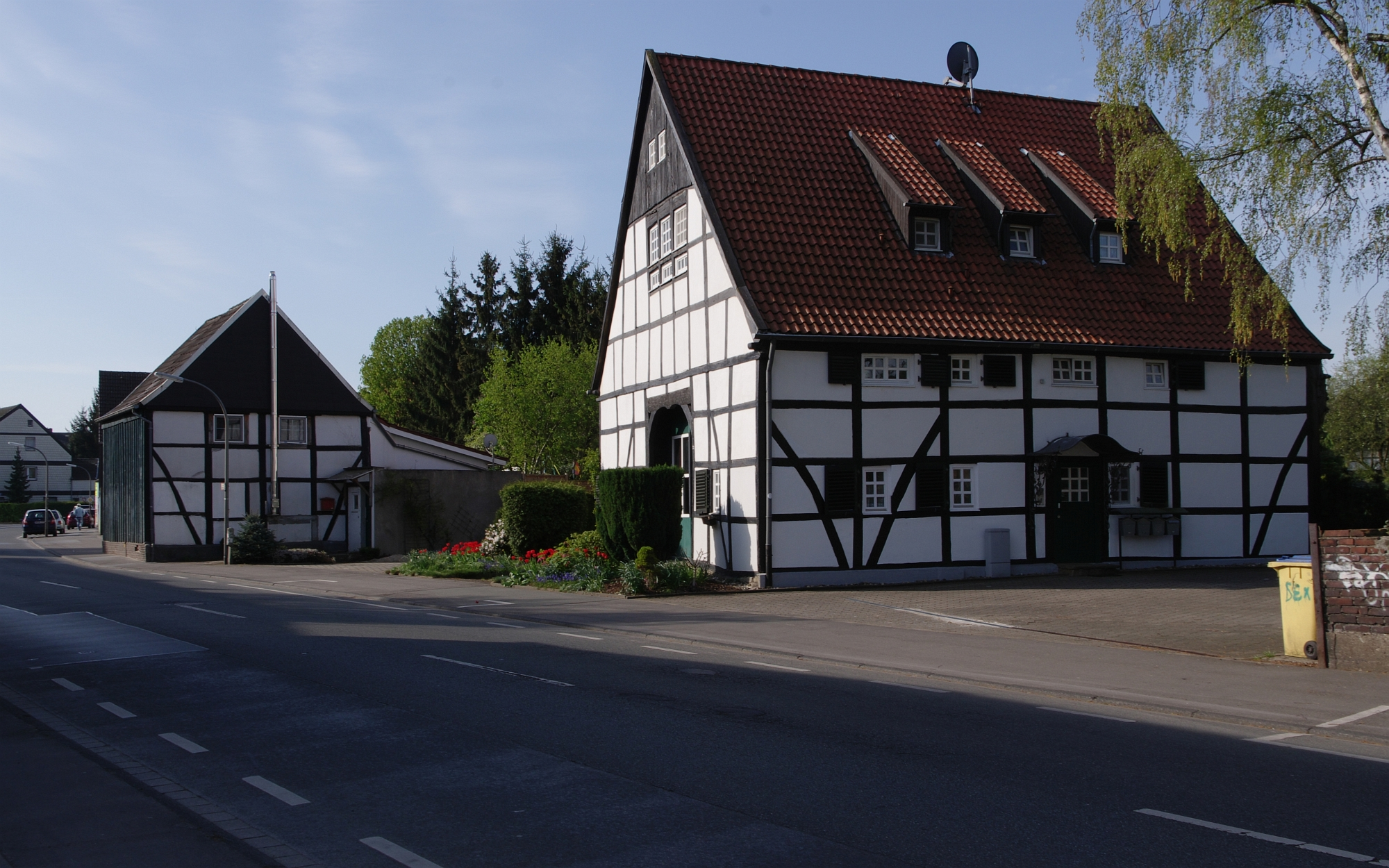
Vakwerkhuizen in Dortmund-Wickede
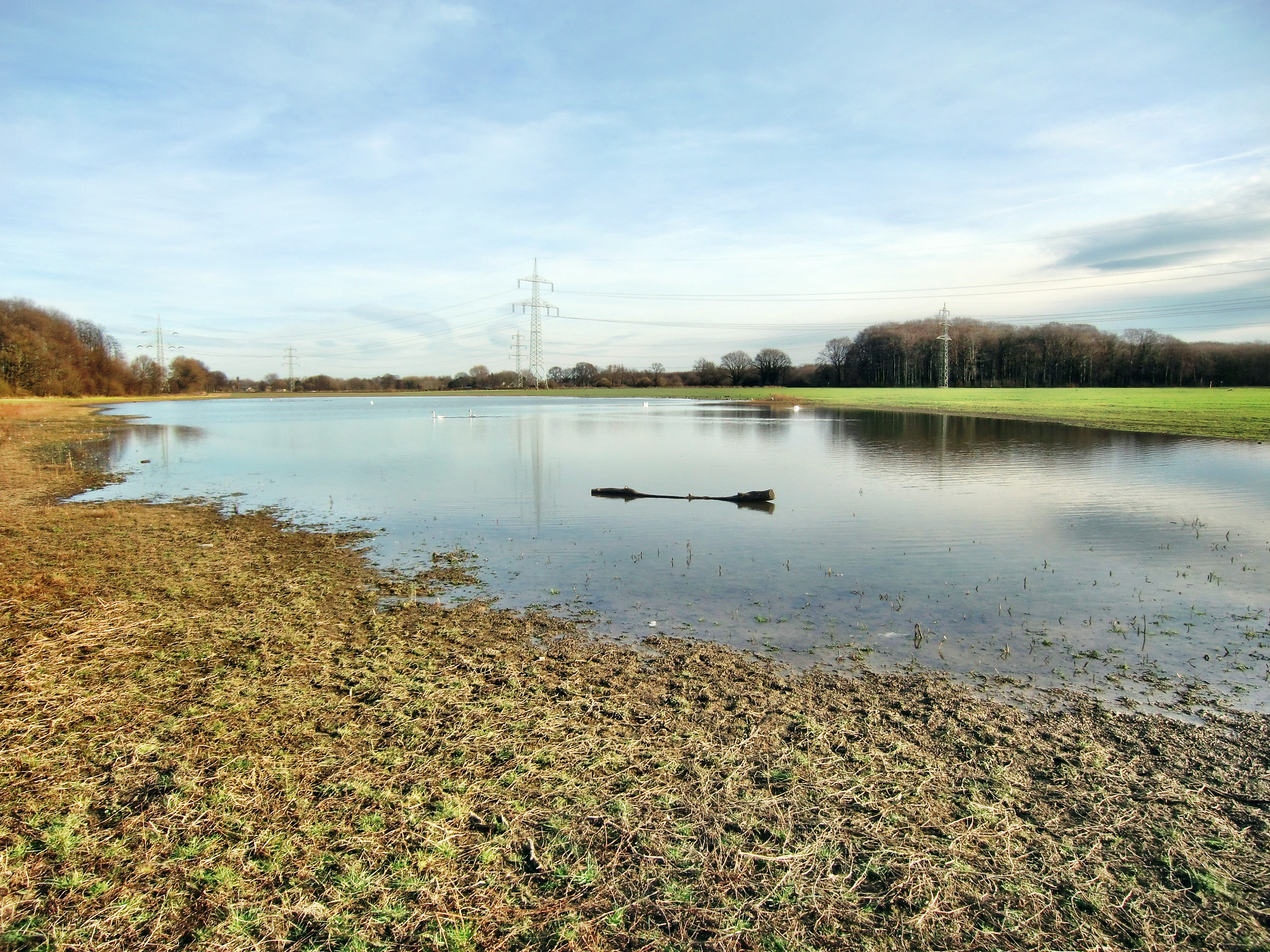
Pleckenbrink-meer Wickede bij Dortmund
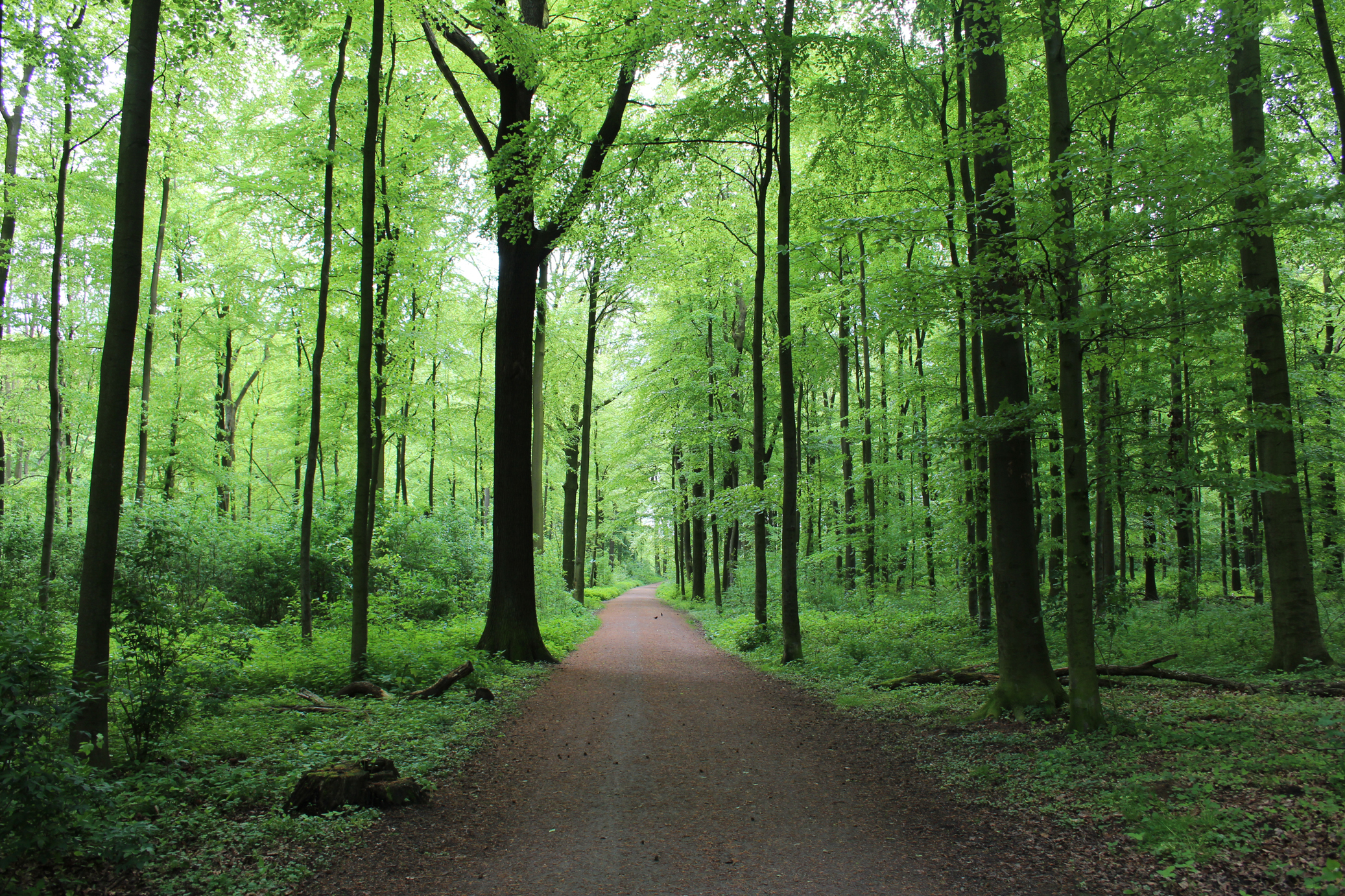
Natuurreservaat Wickeder Ostholz
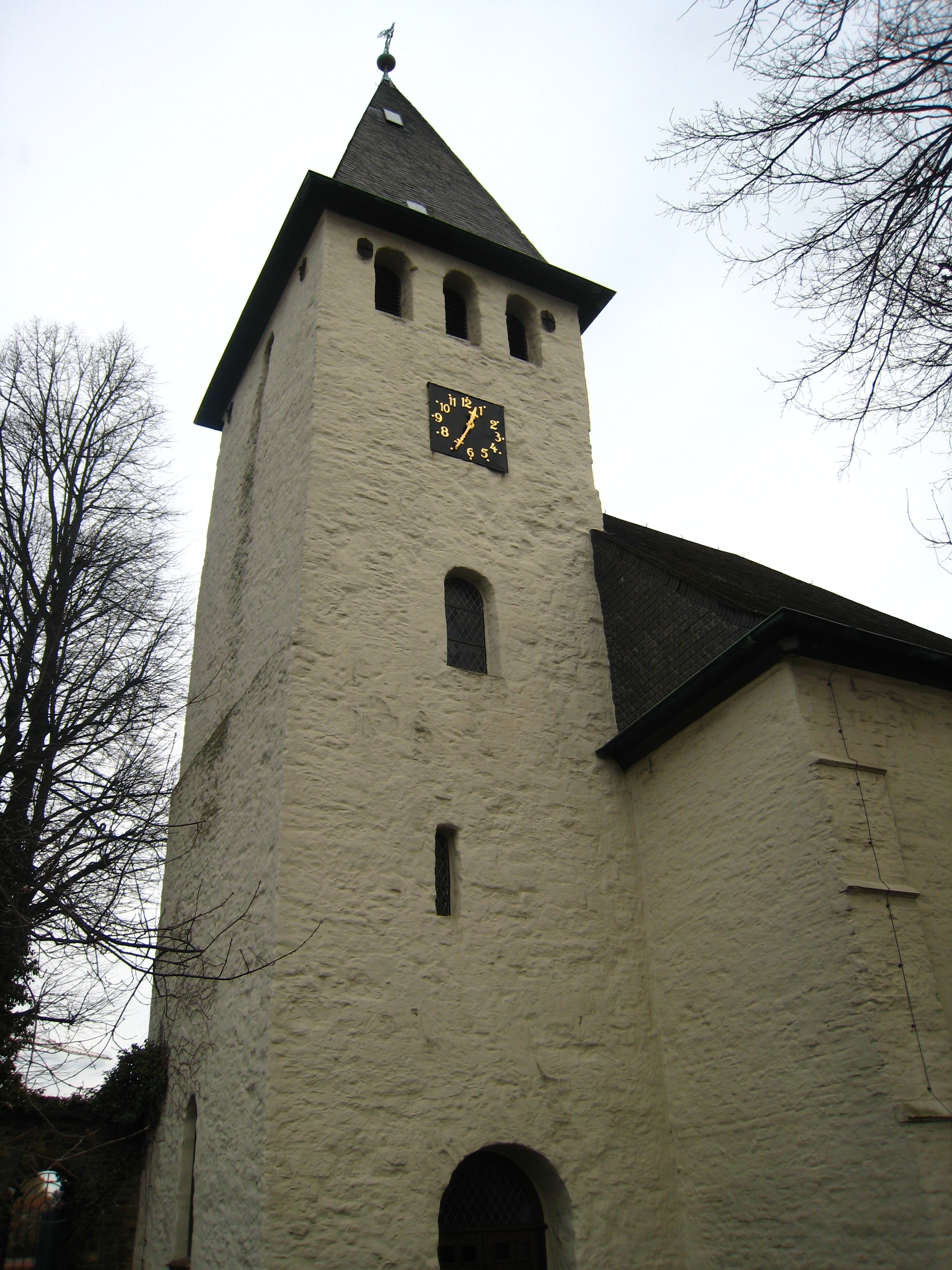
Evangelisch-lutherse kerk
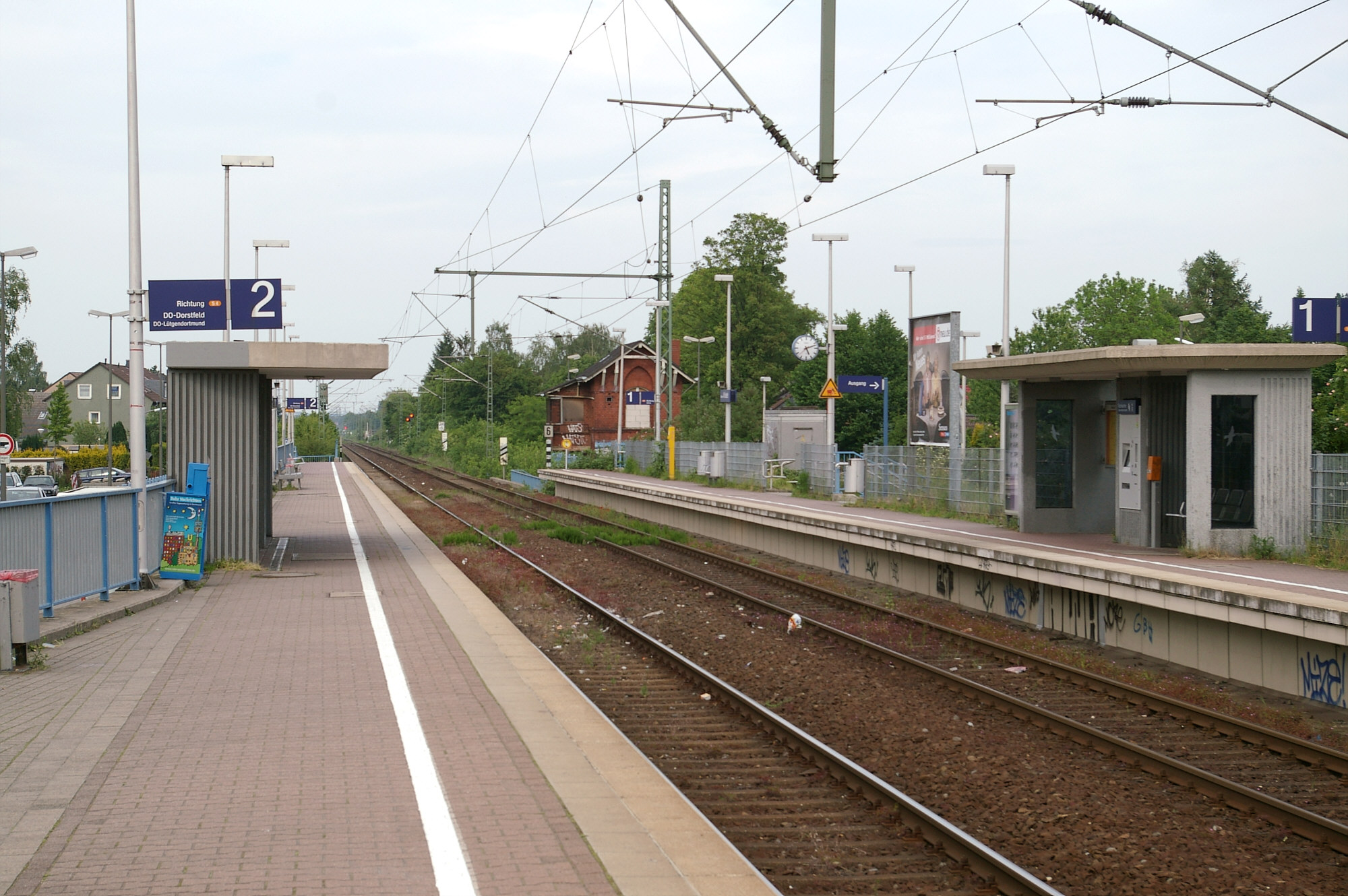
Station Dortmund-Wickede